# Línea de Guimarães
La Línea de Guimarães es una línea férrea portuguesa de servicio mayoritariamente urbano, que se comprendió, en su extensión máxima, entre la Estación de Porto-Trindade y la localidad de Fafe; fue inaugurado, en su totalidad, el 30 de  octubre de 1938.

## Caracterización y servicios
La línea designada como "Línea de Guimarães" corresponde, actualmente, al tramo ferroviario entre Lousado y Guimarães, siendo que el resto del servicio ferroviario se hace a través de la Línea del Miño durante el recorrido entre Oporto-São Bento y Lousado. La Línea de Guimarães está, así, constituida por línea simple electrificada, con ancho ibérico, permitiendo la circulación de automotores y locomotoras eléctricas a velocidades de hasta 100 km/h.
El servicio ferroviario de pasajeros está compuesto por dos tipos de servicios. El servicio urbano es prestado por los suburbanos de Oporto, que hacen la vinculación entre Guimarães y Oporto en 1h15, en automotores eléctricos de la CP Serie 3400, que entraron en servicio en 2002. El otro servicio es el InterCidades, prestado por la CP Largo Curso que posibilitan la vinculación directa entre Guimarães y Lisboa, durando el viaje cerca de 4h15, mediante locomotoras eléctricas de la CP Serie 5600, con los vagones de pasajeros del servicio InterCidades.

### Material circulante
En 1982, se encontraban en circulación, en toda la extensión de esta línea, composiciones remolcadas por locomotoras de la CP Serie 9020.

## Historia

### Planificación, construcción e inauguración
El 11 de julio de 1871, el empresario Simão Gattai recibió la concesión para construir un ferrocarril de carros americanos, utilizando carriles, con 1 metro de ancho, entre Oporto y Braga, pasando por Santo Tirso y Guimarães; el concurso fue alterado  el 28 de  diciembre del año siguiente, siendo incluido un ramal que, pasando por Vizela y Fafe, se uniese con la Línea del Miño. El 17 de octubre de 1874, la concesión fue traspasada a una compañía de nacionalidad inglesa, y un despacho del 18 de febrero de 1875 retiró la obligación de construir el ramal; no obstante, la construcción se reveló muy morosa, habiendo sido apenas construidos cerca de 6 kilómetros de vía cuando la empresa entró en quiebra, en 1879. El contrato fue revocado el 16 de abril de 1879, y, en el mismo día, fue autorizado el proyecto de António de Moura Soares Velloso y del Vizconde de la Ermida, que representaban una nueva empresa, para la construcción de una vinculación ferroviaria, en vía ancha, entre Guimarães y Bougado, sin apoyos del Estado;  el 5 de  agosto de 1880, fue aceptado el pedido para que la línea fuese construida en vía métrica.
El primer tramo, entre Trofa y Vizela, entró en servicio  el 31 de  diciembre de 1883; el tramo a partir de Trofa, y la travesía del Río Ave, por el Puente del Ave, fue construido en vía doble, en conjunto con la Línea del Miño. A línea llegó a Guimarães  el 14 de abril de 1884.

### Expansión hasta Fafe
El 22 de noviembre de 1901, Carlos I de Portugal autorizó a la Compañía del Camino de Hierro de Guimarães a construir y explotar el tramo entre Guimarães y Fafe. Tal como el resto de la línea, este nuevo tramo debía ser construido en ancho métrico; como no tuvo cualquier apoyo del estado en este proyecto, la compañía publicó varios títulos de deuda para financiar las obras, y adquirir el material circulante, habiendo sido abierta esta línea al servicio el 21 de  julio de 1907.

### Formación de la Compañía de los Ferrocarriles del Norte de Portugal
Desde los inícios del siglo XX las Compañías del Ferrocarril de Guimarães y de Porto a la Póvoa y Famalicão pretendieron fusionarse en una solo empresa; este proceso fue regulado por una Ley del 20 de junio de 1912. La fusión fue atrasada por varios factores, especialmente los problemas derivados de la Primera Guerra Mundial, siendo, finalmente, efectuada  el 14 de  enero de 1927, formando la Compañía de los Ferrocarriles del Norte de Portugal.

### Construcción de la Línea de la Trofa y continuación de la Línea de la Póvoa hasta la Trindade

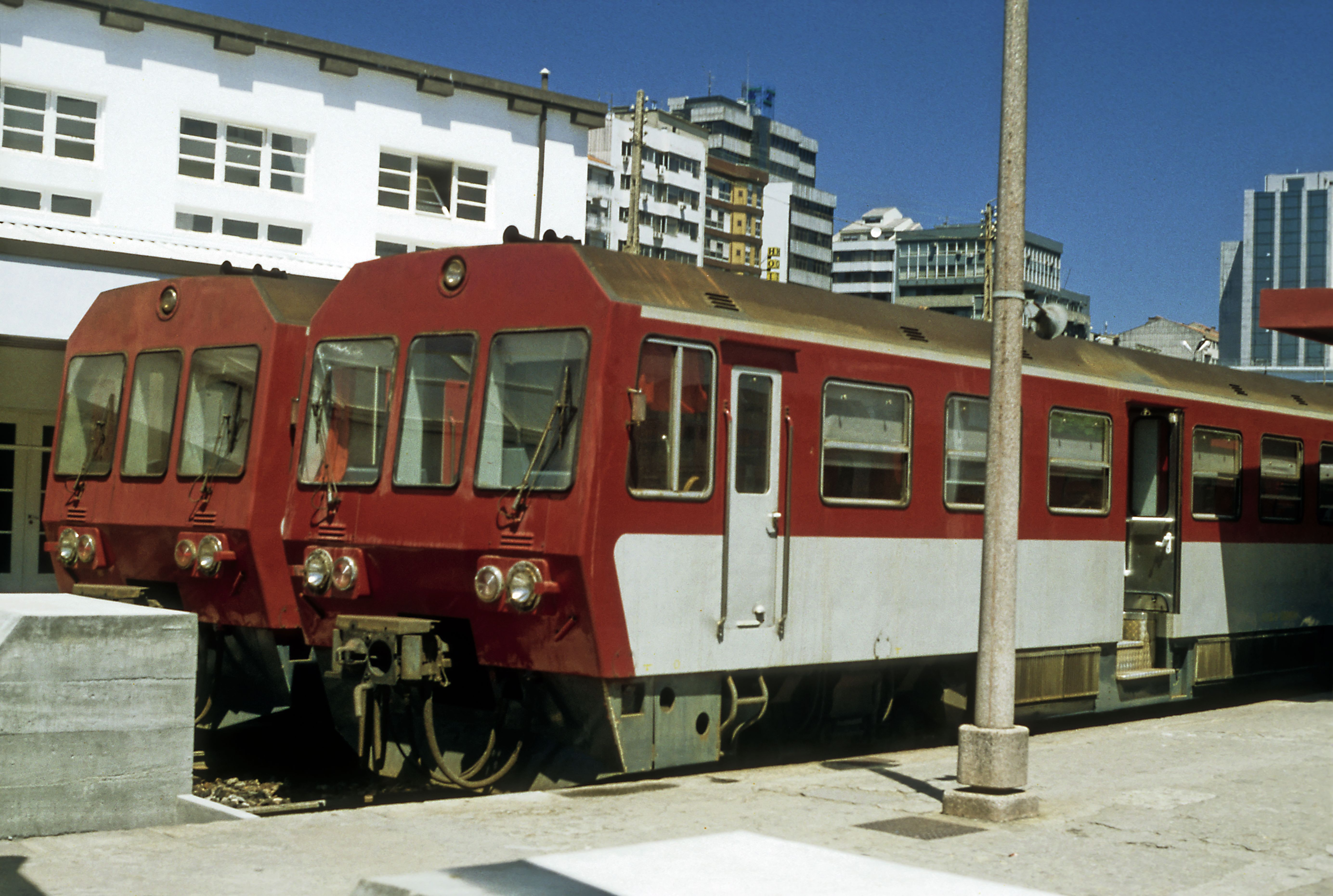
Estación Ferroviaria de Porto-Trindade, antes de la renovación.

Una de las condiciones para la fusión entre las dos compañías, conforme fue ordenado por la ley del 20 de junio de 1912, era la construcción de un ramal, entre Mindelo, en la Línea de la Póvoa, y Lousado, en la Línea de Guimarães, de forma que uniese las dos redes ferroviarias, y dispensar la utilización de vía doble entre Trofa y Lousado; el decreto 12568, del 26 de octubre de 1926, postergó la petición de las compañías para alterar el trazado, consistente en iniciar en el tramo entre las Estaciones de Senhora da Hora y Piedras Rubras de la Línea de la Póvoa, y terminando en Trofa, pasando por São Pedro de Avioso Esta línea entró al servicio  el 14 de  marzo de 1932.
La continuación de la Línea hasta la Trindade, en la ciudad de Oporto, fue autorizada a la Compañía del Camino de Hierro de Porto a la Póvoa y Famalicão  el 20 de  enero de 1913, con una garantía de juro del 9 %, que fue, posteriormente, reducida al 7,5%, por el Decreto n.º 12988; este documento también autorizó a la Compañía a construir conexiones hasta Braga, Esposende y Barcelos.

### Cierre del tramo entre Guimarães y Fafe
En 1986, el tramo entre Guimarães y Fafe fue totalmente cerrado al tráfico ferroviario.

### sigloXXI
La línea fue remodelada en 2004, debido al hecho de que la ciudad de Guimarães había sido una de las sedes del Campeonato Europeo de Fútbol.
En enero de 2011, una agrupación de usuarios de la Línea de Guimarães organizó una petición, para proponer a la operadora Comboios de Portugal la creación de un servicio de convoyes expresos, que efectuase la vinculación con la ciudad de Oporto en cerca de 30 minutos.